# Epiphragma insigne
Epiphragma insigne är en tvåvingeart som beskrevs av Frederik Maurits van der Wulp 1878. Epiphragma insigne ingår i släktet Epiphragma och familjen småharkrankar. Inga underarter finns listade i Catalogue of Life.